# Hyla plicata
Hyla plicata es una especie de anfibios de la familia Hylidae. Es endémica de México.
Sus hábitats naturales incluyen montanos secos, praderas parcialmente inundadas, ríos, marismas intermitentes de agua dulce, jardines rurales, zonas previamente boscosas ahora muy degradadas y estanques.